# Garai River
Garai River är ett vattendrag i Bangladesh.   Det ligger i provinsen Khulna, i den centrala delen av landet, 120 km väster om huvudstaden Dhaka.
Trakten runt Garai River består till största delen av jordbruksmark. Runt Garai River är det mycket tätbefolkat, med 1 177 invånare per kvadratkilometer.